# Le Tilleul-Lambert
Le Tilleul-Lambert is een gemeente in het Franse departement Eure (regio Normandië) en telt 148 inwoners (1999). De plaats maakt deel uit van het arrondissement Évreux.

## Geografie
De oppervlakte van Le Tilleul-Lambert bedraagt 5,7 km², de bevolkingsdichtheid is 26,0 inwoners per km².
De onderstaande kaart toont de ligging van Le Tilleul-Lambert met de belangrijkste infrastructuur en aangrenzende gemeenten.

## Demografie
Onderstaande figuur toont het verloop van het inwonertal (bron: INSEE-tellingen).